# Fahrlader

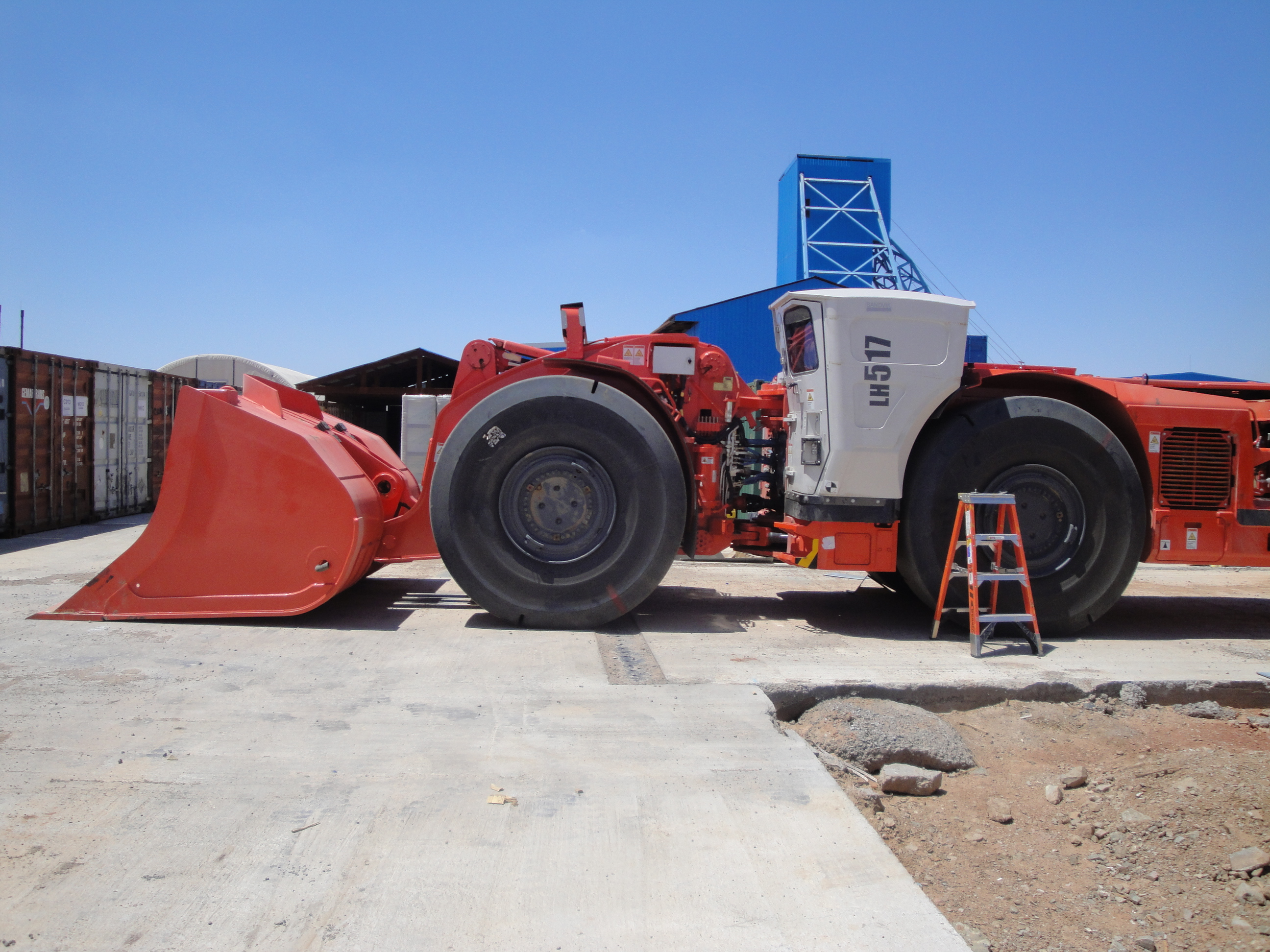
Fahrlader Sandvik LH 517
Modelljahr 2008. Nutzlast: 17,2 Tonnen. Betriebsgewicht: 44 Tonnen

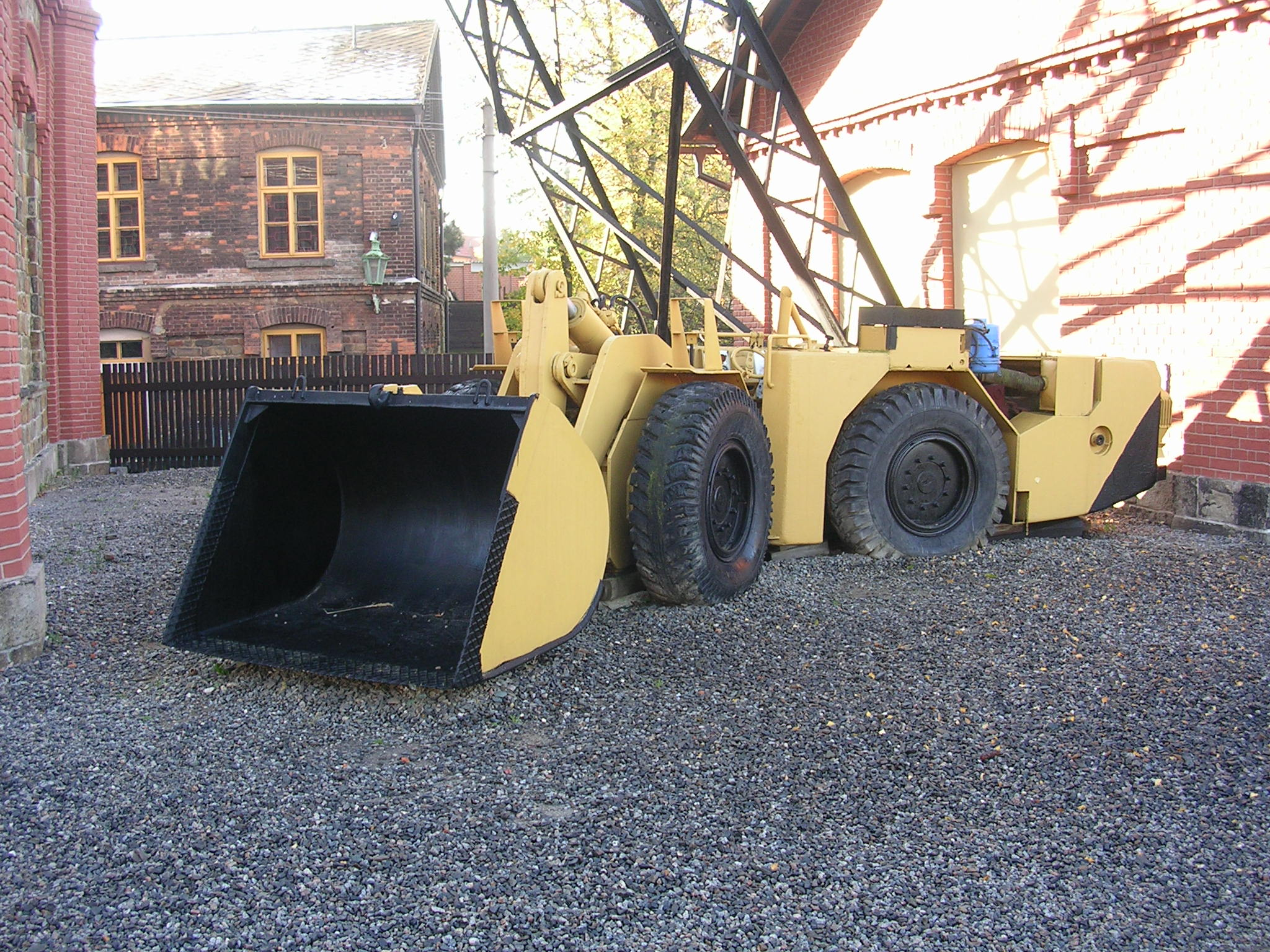
Kleiner Fahrlader im Bergbaumuseum Příbram

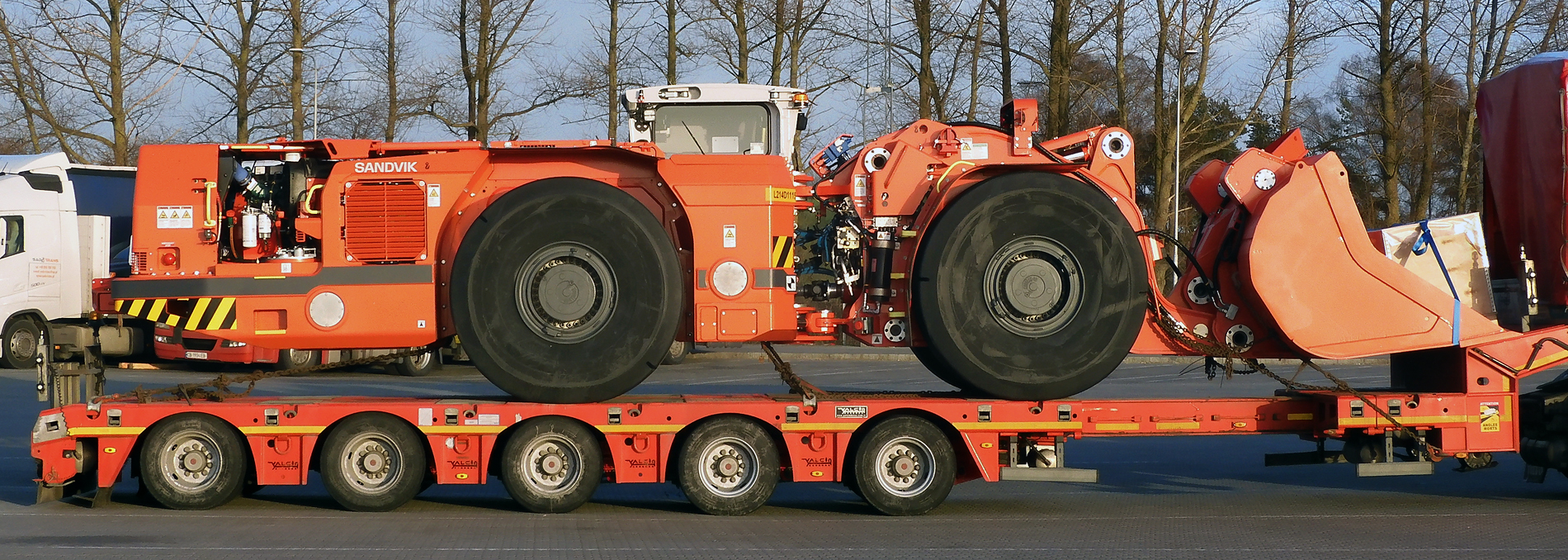
Fahrlader Sandvik LH 514.

Ein Fahrlader (auch LHD aus dem Englischen für Load-Haul-Dump oder Scooptram) ist eine untergriffige Lademaschine, die im Untertagebau zum Wegfüllen und zum Transport von Haufwerk über relativ kurze Strecken eingesetzt wird. Typischerweise wird der Fahrlader in Teilsohlenbruchbau eingesetzt, um das in den Sohlen liegende Haufwerk aufzunehmen und zum Abstürzen zu den nächstgelegenen Rollen zu bringen. Die Fahrstrecke beträgt in der Regel weniger als zweihundert Meter.

## Aufbau und Funktion
Fahrlader bestehen aus einem Chassis, in das sämtliche Antriebselemente integriert sind. Das Fahrzeug hat ein gummibereiftes Fahrwerk. Die Fahrzeuge sind mit einem Allradantrieb ausgerüstet. Am vorderen Rahmen ist der Schaufelausleger mit der Laderschaufel montiert. Die Fahrzeuge sind mit einer Knicklenkung ausgerüstet, dadurch haben die Fahrzeuge einen geringen Kurvenradius. Die Fahrerkabine ist sehr tiefliegend seitlich hinter der Knicklenkung angeordnet. Die Kabinentür ist bei modernen Ladern überdurchschnittlich groß, dadurch ist das Ein- und Aussteigen wesentlich einfacher. Damit der Lader sich nicht von alleine bewegen kann, verriegelt eine Sicherheitsschaltung bei geöffneter Fahrertür alle Systeme. Die Lenkung kann dann nicht mehr betätigt werden, der Ausleger der Schaufel wird verriegelt und die Bremssysteme werden auf Parken geschaltet. Der Fahrersitz ist entweder quer zur Fahrrichtung oder schwenkbar angeordnet. Dadurch bedingt kann der Bediener sowohl bei Vorwärts- wie bei Rückwärtsbewegung den Fahrweg einsehen. Bei Ladern mit schwenkbaren Fahrersitzen ist die Belastung der Halswirbelsäule des Fahrers deutlich geringer als bei starren Sitzen. In einigen Bergwerken werden auch halb- und vollautomatische Fahrlader eingesetzt. Bei diesen Systemen erfolgt die Aufnahme des Haufwerks ferngesteuert durch einen Bediener, der in einer Leitwarte sitzt. Nach Abschluss der Beladung fährt der Lader die Strecke selbsttätig zur Rolle und zurück zum Abbauort. Dort wartet der Fahrlader auf den Eingriff des Bedieners zur erneuten Aufnahme des Haufwerks. Bei diesen Systemen kann ein Bediener bis zu drei Fahrlader gleichzeitig fahren.

## Energieversorgung und Antrieb

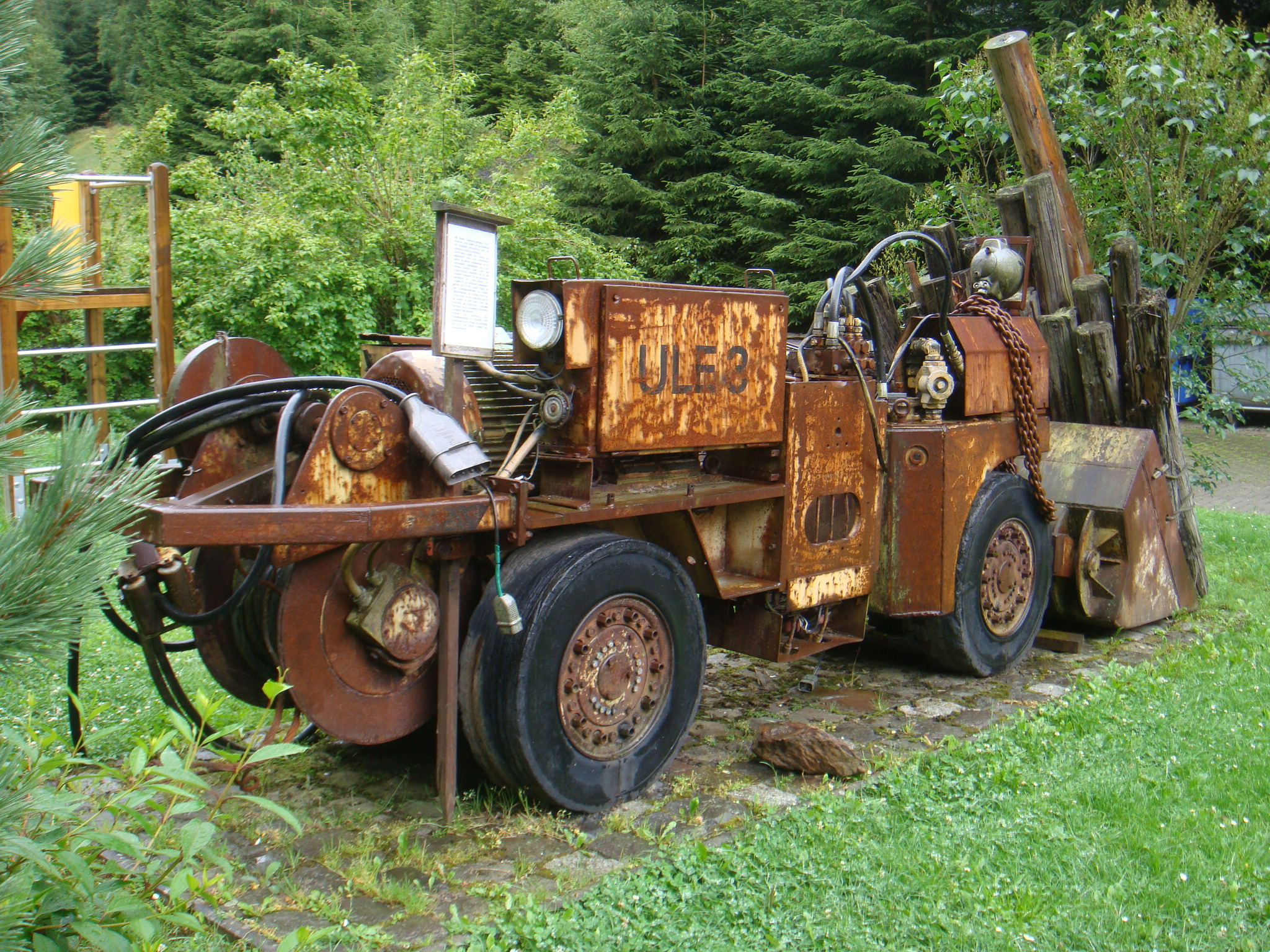
Elektrischer Fahrlader ULE3

Der Antrieb des Fahrladers erfolgt entweder mittels Dieselmotor oder Elektromotor. Bei Dieselfahrladern werden turbogeladene Dieselmotoren mit einer Leistung von 187 bis 320 Kilowatt verwendet. Es werden sowohl Motoren mit Luftkühlung als auch mit Wasserkühlung eingesetzt. Der Antrieb mit Dieselmotor ist die häufigste Antriebsform bei Fahrladern. Hierdurch ist der Lader beliebig verfügbar und kann über beliebige Fahrstrecken bewegt werden. Nachteilig ist die Belastung der Wetter mit Abgasen. Elektrofahrlader werden über ein 250 Meter langes Schleppkabel mit elektrischer Energie versorgt. Sie haben eine Leistung von bis zu 250 Kilowatt. Das Schleppkabel wird im Fahrzeugheck auf eine Kabeltrommel aufgewickelt. Der Antrieb der Kabeltrommel ist bei modernen Ladern mikroprozessorgesteuert. Dadurch wird das Kabel stets optimal aufgewickelt. Über Fotosensoren wird der Durchhang des Schleppkabels überwacht. Besteht bei der Rückwärtsfahrt aufgrund zu starkem Durchhangs die Gefahr des Überfahrens des Schleppkabels, wird der Lader unverzüglich stillgesetzt. Allerdings haben Elektrofahrlader, bedingt durch das Schleppkabel, nur einen begrenzten Aktionsradius.

## Abmessungen und Eigenschaften
Fahrlader haben eine geringe Bauhöhe, damit sie in den Strecken verkehren können. Kleinere Lader haben eine Höhe von 1,8 Metern, eine Breite von 1,22 Metern und eine Länge von 5 Metern. Größere Lader sind bis zu 2,3 Meter hoch, 4 Meter breit und 12,93 Meter lang. Die Höhe des Motorraums liegt bei diesen Ladern unter 2 Metern. Kleine Lader haben ein Fahrzeuggewicht von 5 Tonnen, bei größeren Ladern beträgt dieses bis zu 58,5 Tonnen. Der Schaufelvolumen liegt, je nach Ladergröße, zwischen 2 und 10 Kubikmetern. Dadurch bedingt beträgt die Nutzlast bei kleinen Ladern 1,5 Tonnen. Bei großen Ladern liegt die Nutzlast bei 20 Tonnen. Je nach Fahrbahnbeschaffenheit können Fahrlader, auch mit beladener Schaufel, eine Fahrgeschwindigkeit von 30 Kilometern pro Stunde erreichen. Dadurch bedingt können Fahrlader auch über eine Fahrstrecke von bis zu 500 Metern effektiv eingesetzt werden. Fahrlader werden auch in schlagwettergeschützter Ausführung hergestellt.